# Pilar Grande
Pilar Grande Pesquero (Madrid, 20 de octubre de 1957) es una médica y política española.
Licenciada en Medicina y Cirugía por la Universidad Complutense de Madrid, se trasladó a Las Palmas de Gran Canaria donde ejerció su labor profesional en centros médicos privados y ocupó puestos de dirección en los mismos. Miembro del Partido Socialista Obrero Español, fue elegida Concejal del Ayuntamiento de San Bartolomé de Tirajana, donde reside, en el periodo 1995 a 1999.
Ha sido Secretaria de Organización y Administración del PSOE de Canarias y en las elecciones generales de 2004 fue elegida Diputada al Congreso, escaño que mantuvo en las elecciones de 2008.